# Recopilación de datos

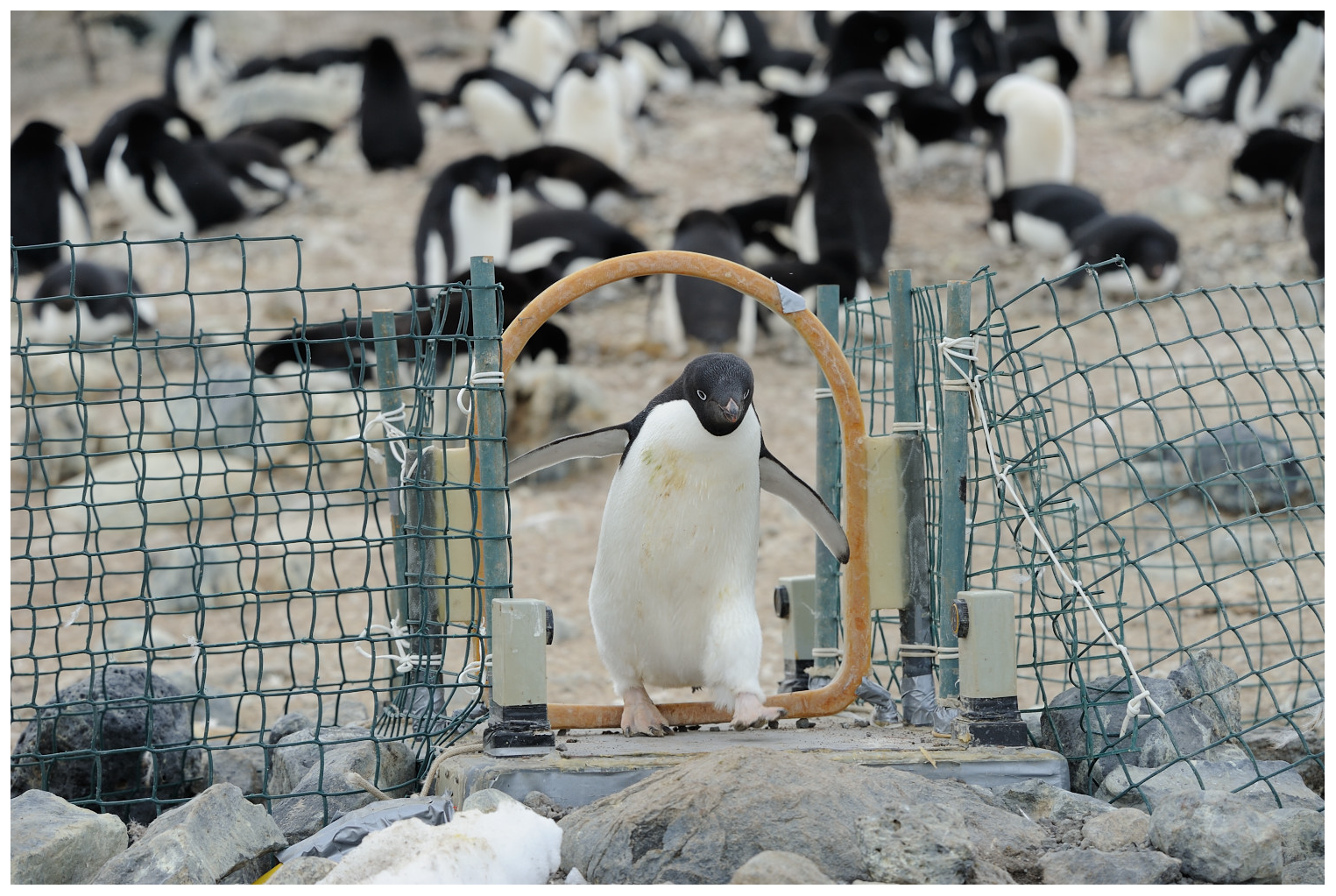
Ejemplo de recopilación de datos en las ciencias biológicas: los pingüinos Adelia se identifican y pesan cada vez que cruzan el puente de pesaje automatizado en su camino hacia o desde el mar.

La recopilación de datos es el proceso de recopilar y medir información sobre variables específicas en un sistema establecido, que luego permite responder preguntas relevantes y evaluar resultados. La recopilación de datos es un componente de la investigación en todos los campos de estudio, incluidas las ciencias físicas y sociales, las humanidades y los negocios. Si bien los métodos varían según la disciplina, el énfasis en garantizar una recolección precisa y honesta sigue siendo el mismo. El objetivo de toda la recopilación de datos es capturar evidencia de calidad que permita que el análisis conduzca a la formulación de respuestas convincentes y creíbles a las preguntas que se han planteado.

## Importancia
Independientemente del campo de estudio o la preferencia por definir datos (cuantitativos o cualitativos), la recopilación precisa de datos es esencial para mantener la integridad de la investigación. La selección de instrumentos de recolección de datos apropiados (existentes, modificados o recientemente desarrollados) e instrucciones claramente delineadas para su uso correcto reducen la probabilidad de errores. 
Es necesario un proceso formal de recopilación de datos, ya que garantiza que los datos recopilados sean definidos y precisos. De esta manera, las decisiones posteriores basadas en argumentos incorporados en los hallazgos se toman utilizando datos válidos. El proceso proporciona una línea de base desde la cual medir y, en ciertos casos, una indicación de qué mejorar. 
Hay 5 métodos comunes de recopilación de datos; encuestas y cuestionarios cerrados, encuestas y cuestionarios abiertos, entrevistas 1 a 1, grupos focales y observación directa.

## Problemas de integridad de datos
La razón principal para mantener la integridad de los datos es apoyar la observación de errores en el proceso de recopilación de datos. Esos errores pueden cometerse intencionalmente (falsificación deliberada) o no intencionalmente (errores aleatorios o sistemáticos). 
Hay dos enfoques que pueden proteger la integridad de los datos y asegurar la validez científica de los resultados del estudio:
- Garantía de calidad: todas las acciones realizadas antes de la recopilación de datos
- Control de calidad: todas las acciones realizadas durante y después de la recopilación de datos

### Seguro de calidad
Su enfoque principal es la prevención, que es principalmente una actividad rentable para proteger la integridad de la recopilación de datos. La estandarización del protocolo demuestra mejor esta actividad rentable, que se desarrolla en un manual de procedimientos exhaustivo y detallado para la recopilación de datos. El riesgo de no identificar problemas y errores en el proceso de investigación se debe evidentemente a pautas mal escritas. A continuación se enumeran varios ejemplos de tales fallas: 
- Incertidumbre de tiempo, métodos e identificación de la persona responsable.
- Listado parcial de artículos necesarios para ser recolectados
- Descripción vaga de los instrumentos de recopilación de datos en lugar de rigurosas instrucciones paso a paso sobre la administración de pruebas
- No reconocer el contenido exacto y las estrategias para capacitar y capacitar a los miembros del personal responsables de la recopilación de datos
- Instrucciones poco claras para usar, hacer ajustes y calibrar equipos de recolección de datos
- No existe un mecanismo predeterminado para documentar los cambios en los procedimientos que ocurren durante la investigación.

### Control de calidad
Dado que las acciones de control de calidad ocurren durante o después de la recopilación de datos, todos los detalles se documentan cuidadosamente. Existe la necesidad de una estructura de comunicación claramente definida como condición previa para establecer sistemas de monitoreo. No se recomienda la incertidumbre sobre el flujo de información, ya que una estructura de comunicación mal organizada conduce a un control laxo y también puede limitar las oportunidades para detectar errores. El control de calidad también es responsable de la identificación de las acciones necesarias para corregir las prácticas de recopilación de datos defectuosas y también de minimizar tales eventos futuros. Es más probable que un equipo no se dé cuenta de la necesidad de realizar estas acciones si sus procedimientos están escritos vagamente y no se basan en comentarios o educación. 
Problemas de recopilación de datos que requieren una acción rápida: 
- Errores sistemáticos
- Violación de protocolo
- Fraude o mala conducta científica
- Errores en elementos de datos individuales
- Personal individual o problemas de rendimiento del sitio